# Viola sphaerocarpa
Viola sphaerocarpa là một loài thực vật có hoa trong họ Hoa tím. Loài này được W. Becker miêu tả khoa học đầu tiên năm 1918.